# Kim Kielsen
Kim Kielsen (født 30. november 1966) er en grønlandsk politiker. Han var landsstyreformand fra 2014 til 2021 og formand for partiet Siumut 2014-2020, hvor han efterfulgte Aleqa Hammond i oktober 2014.
Kim Kielsen var oprindeligt sømand, men har uddannet sig indenfor politiet, og har arbejdet som politibetjent i Upernavik og Paamiut fra 1996 til 2003. I 2003 søgte han orlov fra politiet for at drive et projekt for børn og unge med problemer, og blev ved valget i november 2005 valgt ind i Grønlands Landsting. Foråret 2005 blev han også valgt ind i kommunestyret i sin hjemmekommune, Paamiut Kommune.
I 2007 blev han Landsstyremedlem for Boliger, Infrastruktur og Råstoffer. Han overtog denne stilling efter Jørgen Wæver Johansen. Denne post beklædte Kim Kielsen indtil sommeren 2009, hvor hans parti mistede magten. Siden har han været menigt medlem af Grønlands Landsting.
I oktober 2014 blev han fungerende landsstyreformand, efter at Aleqa Hammond trådte tilbage. Få dage senere blev han også valgt til ny formand for Siumut. Han fik 44 af 65 stemmer til valget af ny formand. Den 4. december 2014 blev Grønlands nye regering dannet med en koalition mellem Siumut (11 medlemmer), Demokraterne (4 medlemmer) og Atassut (2 medlemmer) med Kim Kielsen som landsstyreformand. Den 10. december 2014 blev den nye regering offentliggjort.
Den 29. november 2020 ved et landsmøde i Siumut blev Kim Nielsen væltet som formand for partiet. Erik Jensen vandt med 39 stemmer mod Kim Kielsens 32 stemmer.